# Морогов, Фёдор Ефимович
Фёдор Ефимович Морогов (1887 — 20 июня 1941) — советский архитектор. В 1930-х гг. архитектор при НТС Пермского Горкомхоза, архитектор Облпроекта. Член Союза советских архитекторов с 1937 г.

## Реализованные проекты
- Дом купцов Базановых, автор проекта надстройки двумя этажами, Пермь (1928-1929) (памятник архитектуры)
- Гостиница центральная, Пермь (1930-1933, по проекту 1929 года) (памятник архитектуры)
- Дом горсовета, Пермь (1930) (памятник архитектуры)
- Дом Чекиста (построен в 1930-1939), проект доработан Мороговым в 1938 г.
- Баня на улице Ленина, Пермь
- Баня на улице Лифановской в Мотовилихе, Пермь (1931)
- жилой дом по улице Пермской, 43, Пермь (1928) (памятник архитектуры)
- трехэтажный дом Облпромсвета на Комсомольском проспекте
- жилые дома на Городских Горках в Мотовилихе, Пермь
- соавтор проектов жилых домов по улице Ленина (угол Плеханова, Решетникова, в Разгуляе), Пермь